# عبد الوهاب القيسي
عبد الوهاب القيسي عالم من علماء أهل السنة المعروفين في المغرب العربي، توفي في طرابلس حوالي سنة 200 هـ، ودفن فيها قرب مسجد سمي باسمه وهو: جامع عبد الوهاب القيسي في المدينة القديمة قبالة ميناء طرابلس.